# Gare de Sablé
Gare de Sablé vasútállomás Franciaországban, Sablé-sur-Sarthe településen.

## Vasútvonalak
Az állomást az alábbi vasútvonalak érintik:
- Le Mans–Angers-vasútvonal
- Sablé-Montoir-de-Bretagne-vasútvonal

## Kapcsolódó állomások
A vasútállomáshoz az alábbi állomások vannak a legközelebb:
- Gare de Noyen (Gare du Mans, Le Mans–Angers-vasútvonal)
- Gare de Morannes (Gare d’Angers-Maître-École, Le Mans–Angers-vasútvonal)